# Ryan Hamilton
Ryan Hamilton (* 15. April 1985 in Oshawa, Ontario) ist ein ehemaliger kanadischer Eishockeyspieler und derzeitiger -scout, der im Verlauf seiner aktiven Karriere zwischen 2001 und 2018 unter anderem 32 Spiele für die Toronto Maple Leafs und Edmonton Oilers in der National Hockey League (NHL) auf der Position des linken Flügelstürmers bestritten hat. Hauptsächlich spielte Hamilton aber für zahlreiche Teams in der American Hockey League, wo er fast 700 Spiele absolvierte und als Mannschaftskapitän der Toronto Marlies und Bakersfield Condors fungierte.

## Karriere

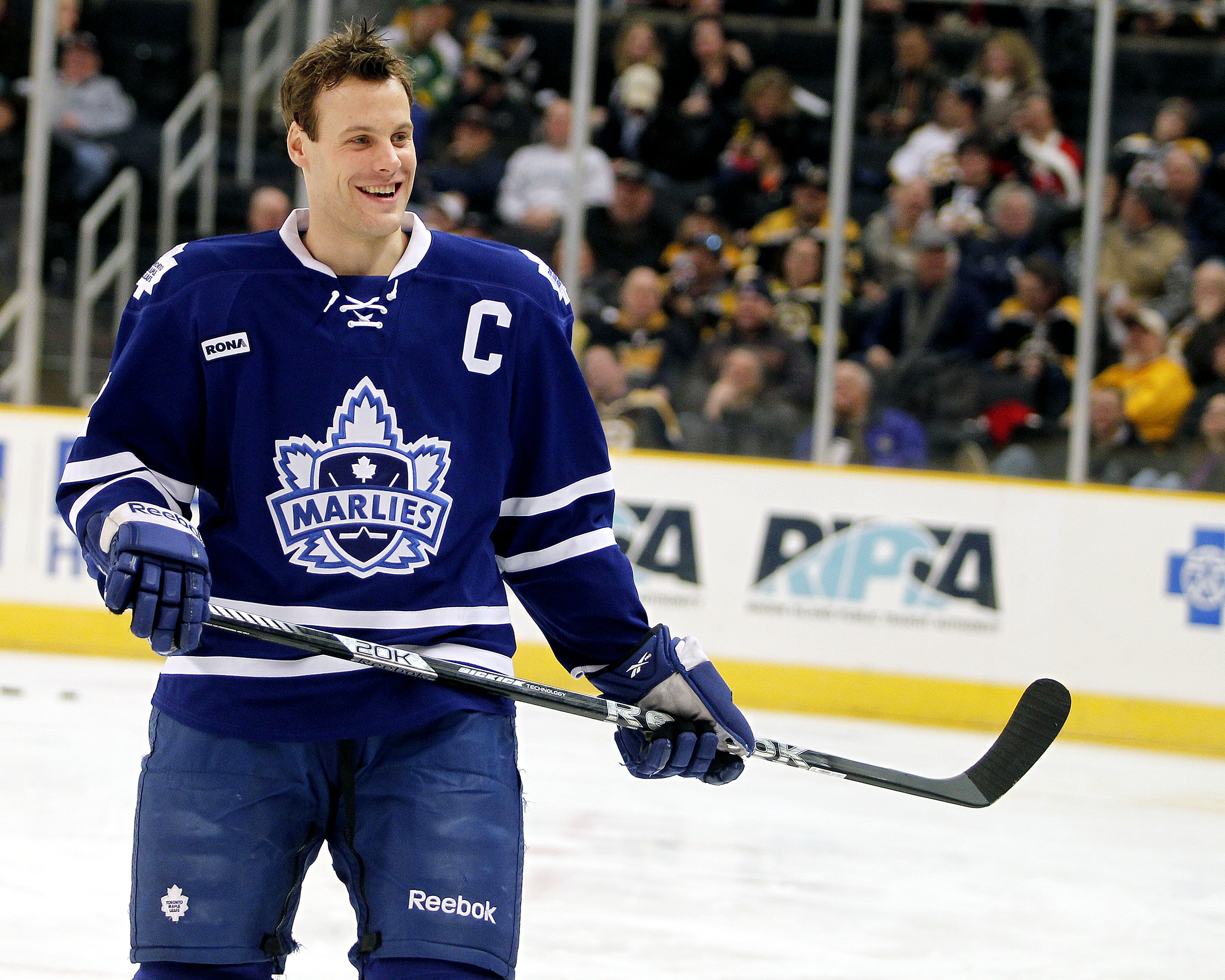
Hamilton im Trikot der Toronto Marlies (2013)

Hamilton verbrachte seine Juniorenzeit zunächst bis zum Saisonbeginn 2002/03 in der British Columbia Hockey League (BCHL) bei den Burnaby Bulldogs und in der Western Hockey League (WHL) bei den Moose Jaw Warriors, ehe er zu den Barrie Colts in die Ontario Hockey League (OHL) wechselte. Dort war der Stürmer bis zum Frühjahr 2006 aktiv, ehe er mit einem Probevertrag bei den Houston Aeros in der American Hockey League (AHL) bei den Profis debütierte.
Im Juli 2006 erhielt der ungedraftete Free Agent einen auf drei Jahre befristeten NHL-Einstiegsvertrag von den Minnesota Wild aus der National Hockey League (NHL), die in Kooperation mit den Houston Aeros standen. Dort spielte Hamilton schließlich die folgenden zweieinhalb Jahre bis zum Januar 2009, ohne in der NHL für die Wild zum Einsatz zu kommen. Am 21. Januar wurde er schließlich im Tausch für Robbie Earl an die Toronto Maple Leafs abgegeben, bei denen er aber weiterhin nur in der AHL für die Toronto Marlies zum Einsatz kam. Dies änderte sich bis in die Saison 2011/12 hinein nicht. Erst in seinem siebten Profijahr debütierte der Flügelstürmer schließlich in der NHL. Der Durchbruch gelang ihm aber nicht und so absolvierte er bis zum Ende seines vierjährigen Engagements in Toronto lediglich 14 Einsätze für die Maple Leafs. Hauptsächlich kam er für die Marlies in der AHL zum Einsatz, deren Mannschaftskapitän er zwischen 2011 und 2013 war.
Von Toronto wechselte Hamilton im Sommer 2013 in der Hoffnung auf eine Chance in der NHL als Free Agent zu den Edmonton Oilers, wo er allerdings für die folgenden fünf Jahre ebenfalls eine feste Institution in deren Farmteams, den Oklahoma City Barons und Bakersfield Condors, wurde. Bei letzteren war er zwischen ihrer Gründung im Sommer 2015 und seinem Karriereende im Sommer 2018 ebenfalls Kapitän. Für Edmonton kam Hamilton in den fünf Jahren lediglich in zwei Spielzeiten zu insgesamt 18 weiteren NHL-Spielen. Nach seinem Rückzug aus dem aktiven Sport im Alter von 33 Jahren wurde er von den San Jose Sharks aus der NHL als Scout für den Profispielbetrieb verpflichtet.

## Erfolge und Auszeichnungen
- 2006 OHL Third All-Star Team
- 2012 Teilnahme am AHL All-Star Classic
- 2013 Teilnahme am AHL All-Star Classic
- 2013 AHL All-Star Classic MVP

## Karrierestatistik
(Legende zur Spielerstatistik: Sp oder GP = absolvierte Spiele; T oder G = erzielte Tore; V oder A = erzielte Assists; Pkt oder Pts = erzielte Scorerpunkte; SM oder PIM = erhaltene Strafminuten; +/− = Plus/Minus-Bilanz; PP = erzielte Überzahltore; SH = erzielte Unterzahltore; GW = erzielte Siegtore; 1 Play-downs/Relegation; Kursiv: Statistik nicht vollständig)